# Budynek dawnego urzędu prowiantowego w Iławie
Budynek dawnego urzędu prowiantowego – zabytkowy budynek w Iławie.
Budynek powstał po 1880. Pokryty jest płaskim dachem. Ściany, osadzone na kamiennych fundamentach, zbudowane są cegły. Ściana frontowa jest sześcioosiowa, z czego trzy ostatnie osie ujęte są w ryzalit z wejściem do budynku. Kondygnacje rozdziela gzyms dookolny, zaś druga kondygnacja wyróżniona jest gzymsem wieńczącym.
Budynek wpisany jest do rejestru zabytków pod numerem A-4581 z 418.10.2011.